# トラックマン (ゴルフ用具)

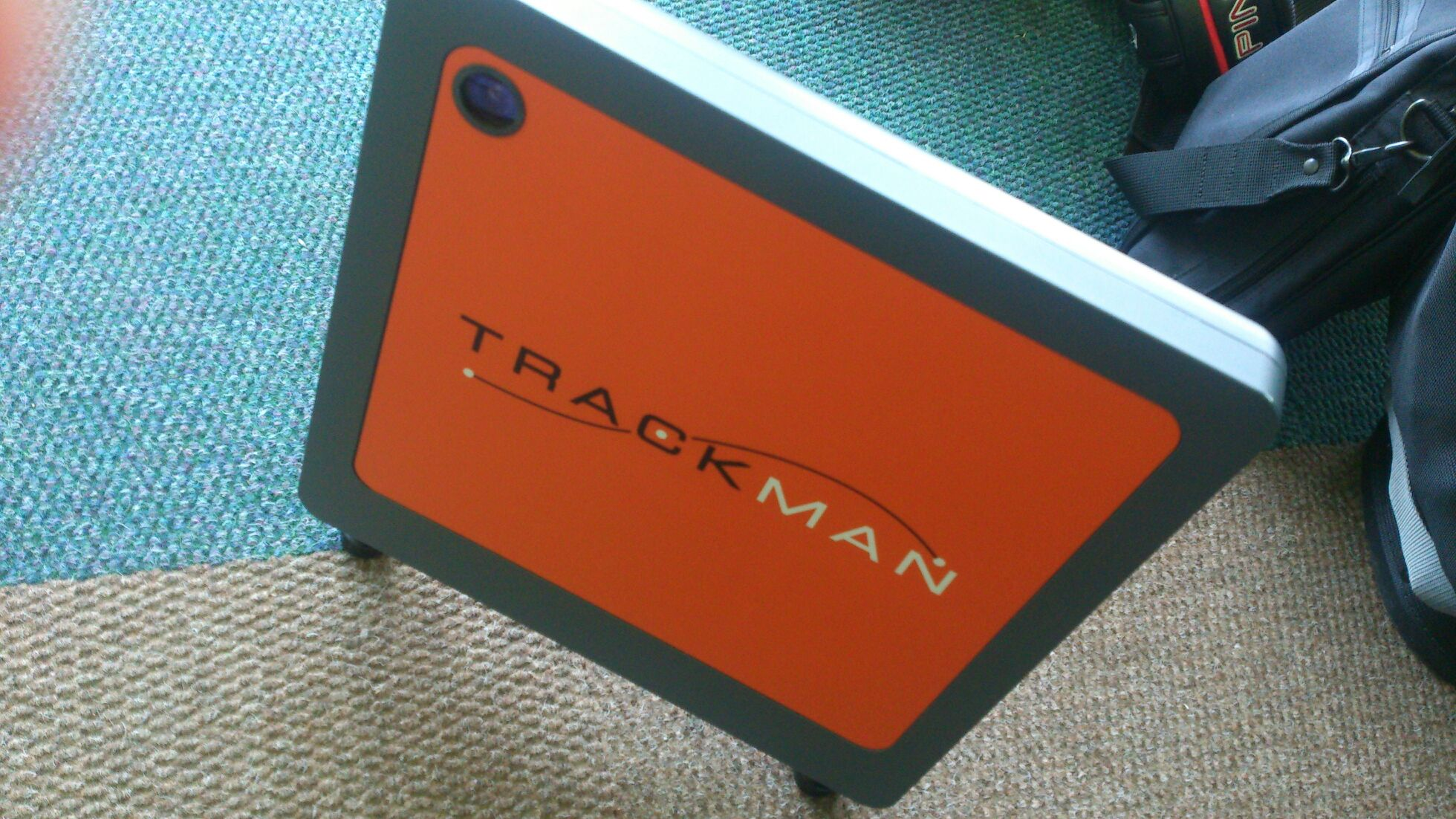
トラックマン 2014年3月15日、世田谷区、弦巻ゴルフ練習場にて撮影。

トラックマン（TrackMan）は、2003年、デンマークのTRACKMAN社がゴルフ用に開発した弾道計測器。世界トップツアープレイヤー1000人が自身のスウィング解析のために使用する世界一正確なレーダー弾道測定器である。また、世界最高品質のバーチャルゴルフ（シミュレーションゴルフ）の機能もついている。
もともとは軍事用に使用されていたドップラーレーダー式弾道追尾システムを使用し、弾道を瞬時に計測、3Dでのショットの軌道を表示する。従来のカメラ測定式に比べて極めて高価である。USPGAツアー、欧州PGAツアーでの公式計測器となっている。

## 解説
測定される項目は、ボールデータとクラブデータの2つに分けられる。一つはボールの飛び（距離、スピン量など）、もう一つはスイング中のクラブフェースの向きとプレーンの動きであり、合計26項目にのぼる。
バーチャルゴルフの機能は2019年に更新され、ロイヤルセントアンドリュース、ペブルビーチ、その他140を超える有名なコースを高精細なグラフィックでラウンドすることができる。
トラックマンの需要は、年々増加している。アメリカ国内でも350を超える施設で認可され、大学のプログラムでも使用されている。タイガー・ウッズは、「実際に使用すれば、このデバイスの信憑性を実感すると思う。ゴルフでは、自分がやっていると感じることを実際に実行できていない場合が多い。もしスイングを改造すれば、僅かながら変化が生じる。それでインパクトの瞬間に何をしているか理解するようになるし、ボールへのパフォーマンスに還元できるようになる」と述べている。。
もともとは、弾道ミサイル迎撃用の「パトリオットミサイル」の開発で、弾道を解析するために生まれた軍事用レーダーにも使われる装置を元に開発された製品である。使用される技術は、ドップラーレーダー式弾道追尾システムであり、ドップラー効果による周波数の変移を測定でき、トラックマンの他に、気象レーダー、ミリタリーの世界では空母などで利用されている。
従来品は初速（ボールスピード）と打ち出し角度から飛距離を予測しているものが多かったが、本器は打ち出しから着弾までを追尾計測しているため、精度が高く、飛距離の誤差は100ヤードで1フィート（30センチ）以下である。練習場、アウトドア（ゴルフ場）、インドアでの使用が可能。なお、ボールスピードをクラブスピードで割った数値がミート率となる。現在、R&A公認ドライバーとボールを使用した場合、最大数値が1.49とされている。このミート率を上げる事は、ドライバーショットの飛距離アップに繋がる。

## トラックマン レンジ（TrackMan Range）
2018年から提供が開始された「トラックマン レンジ」はゴルフ練習場向けの弾道測定器システムである。導入している練習場では、各打席でのショットに関するデータなどが、備え付けられた画面やプレーヤー自身の携帯端末に表示される。超高額なシステムにもかかわらず導入数が急激に増えており、2022年7月時点で、世界で190ヶ所、日本国内で19ヶ所で利用可能である。
プレーヤーに提供される機能は、主に練習モード、ゲームモード、ラウンドモードの3種類に分かれている。練習モードでは、8項目の測定結果と、弾道の軌道が即座に表示される。一覧表での振り返りなども可能で、プレーヤー自身が各番手毎の飛距離を把握することが可能になりスコアアップに役立つ。
トラックマン レンジは全天候対応となっているため、屋外レンジでも設置が可能であり、冬季にゴルフ場がクローズする時期でもシミュレーションゴルフを楽しむことができる。導入するゴルフ練習場では、他の練習場との差別化を図ることが可能となり、収益の向上や事業継続力の向上につながっている。

## 歴史
デンマークの優秀なアマチュアゴルファーであったクラウス・エルドラップ・ヨルゲンセン（KLAUS ELDRUP JØRGENSEN）とモルテン・エルドラップ・ヨルゲンセン（MORTEN ELDRUP JØRGENSEN）兄弟によって開発された。彼らはゴルフボールを追跡することはできないだろうか？という疑問を持ち、軍事用レーダーが信頼性、正確性、柔軟性に優れた機能も豊富に備えていることを発見した。優秀なレーダー技術者であったフレドリック・トゥクセン（FREDRIK TUXEN）に相談し開発を開始した。
トラックマンの最初の顧客は、ミズノ、ナイキ、PING、キャロウェイ、テーラーメードの5社である。
2000年代に欧米を中心に普及し始めたトラックマンは、USPGAツアーでは、こうした測定器のなかで初めて公式の機械として認められ、欧州PGAツアーや全英ゴルフ協会（R&A）でも公式計測器となっている他、タイガーウッズ・松山英樹・石川遼等トッププレーヤーは個人で所有している。
PGAツアーは、2022年の放送からトラックマンのトラッキングとトレーシングのソリューションを採用し、すべてのトーナメントに於いて、全選手、全ホールのショットを追跡している。また、ゴルフチャンネル、ESPN、BBC、NHK、CNNワールドなどの世界最大の放送会社でも使用されている。スポーツの技術向上だけでなく視聴方法に変化をもたらしている。
ゴルフのほかに、野球、テニス、砲丸投げやハンマー投げにも活用されている。野球では、米メジャーリーグの全球団（30ヶ所全てのMLBスタジアム）と80を超えるマイナーリーグ球場に導入されている。アメリカンフットボールでは、2019年からシカゴベアーズ（Chicago Bears）がフィールドゴールキッカーの評価にトラックマンシステムを導入している。
日本では2013年から販売を開始。2016年に日本法人が設立され、2020年6月15日に東京ショールームがオープンしている。

## プロ野球（NPB、MLB）への導入
2014年、東北楽天ゴールデンイーグルスが最初に導入後、広島をのぞく11球団に導入されている。
なお、広島が導入に至らなかった理由について、球団本部長は球場の構造上の理由で導入が難しかったと説明し、ホークアイを導入した。
トラックマンは、米メジャーリーグの全球団（30ヶ所全てのMLBスタジアム）と80を超えるマイナーリーグ球場に導入されていたが、2020年から全本拠地のトラッキングシステムをトラックマンからホークアイに変更。
日本でも、東京ヤクルトスワローズが2020年に他球団に先駆けてホークアイを導入。以降も様々な球団が導入している。

## トラックマン4の測定項目
ボールデータ（打ち出し）
- Ball Speed（ボールスピード）
- Smash Factor（ミート率）
- Launch Angle（打ち出し角）
- Launch Direction（左右打出角）
- Spin Rate（スピン量）
- Spin Axis（スピン軸の傾き）

ボールデータ（飛び）
- Curve（カーブ）
- Height（最高到達点）
- Carry（キャリー）
- Total（トータル、ランを含む飛距離）
- Side（サイド、左右の誤差）
- Side Total（サイドトータル）
- Landing Angle（着地角）
- From Pin（ピンから）
- Target（ターゲット）
- Hang Time（滞空時間）
- Last Data（ラストデータ）
- Score（スコア）

クラブデータ
- Club Speed クラブスピード（ヘッドスピード）
- Attack Angle （アタックアングル、入射角）
- Club Path （クラブパス、クラブ軌道）
- Dynamic Loft （ダイナミックロフト、インパクトロフト）
- Face Angle （フェイスアングル、フェイスの向き）
- Spin Loft （スピンロフト）
- Face to Path （フェイストゥパス）
- Swing Plane （スイングプレーン、プレーン傾斜角）
- Swing Direction （スイング方向）
- Low Point （最下点）
- Impact Offset （打点位置）
- Impact Height （打点位置）
- Dynamic Lie （インパクトライ角）

## トラックマン レンジ 導入練習場
- AMSGOLF【アムズゴルフ】（宮城県仙台市）
- 秋田ゴルフガーデン（秋田県秋田市）
- セルヴァンゴルフヒル（山形県山形市）
- 高根沢ゴルフパーク（栃木県塩谷郡）
- 西川田ゴルフ練習場（栃木県宇都宮市）
- ゴルフコミニュティウエストピーク（長野県松本市）
- グリーンフォーラムとびうお（長野県上田市）
- 川間アルバトロス・レンジ（千葉県野田市）
- 柏井ゴルフセンター（千葉市花見川区）
- Time Zips 24（東京都西東京市）
- フルヤゴルフガーデン（神奈川県相模原市）
- ハンズゴルフクラブ（横浜市保土ヶ谷区）
- フジゴルフセンター（静岡県富士市）
- ロイヤルパークゴルフ（愛知県岡崎市）
- アルバゴルフクラブ（京都府亀岡市）
- PXG Osaka（大阪府大東市）
- ポートアイランドゴルフ倶楽部（神戸市中央区）
- 神戸ウエストゴルフクラブ（神戸市西区）
- 市川ゴルフ（兵庫県市川町）
- 小戸ゴルフセンター（福岡市西区）